# 可园 (北京)
可园，位于北京市东城区帽儿胡同9号，原是清朝光绪年间大学士文煜的宅第（帽儿胡同7-13号）的花园部分，建于清朝咸丰十一年（1861年），是北京著名的私家园林。

## 历史
可园所属的宅第位于帽儿胡同7-13号，是由五座院落并联形成的大型宅第，占地面积11000平方米。这座宅第中的“可园”即帽儿胡同9号。1984年，“可园”公布为北京市文物保护单位，并划定帽儿胡同7至11号院为可园的保护范围。2001年由国务院公布为全国重点文物保护单位，文物保护范围仍涵盖帽儿胡同7至11号院，但不包括13号院。但文煜宅第位于南锣鼓巷历史文化保护区内，依照北京市人民政府2002年批准的《北京旧城25片历史文化保护区保护规划（南锣鼓巷）》，13号院同样禁止拆迁。
文煜（？-1884年）是满洲正蓝旗人，费莫氏，字星岩，大学士。文煜逝世后，该宅被他的后人出售给冯国璋。抗日战争时期，日本占领北平，此宅又归伪军司令张兰峰。中华人民共和国成立后，此宅被分隔当作不同单位的宿舍，其中的帽儿胡同9号、11号院还一度成为朝鲜驻华大使馆。
2008年秋，文煜宅第的产权人中华人民共和国外交部通过其行政司向北京市东城区房屋管理局提出在帽儿胡同9号、11号和13号开展拆迁项目的申请，后获得北京市东城区房屋管理局批准。2008年11月19日起，民间公益组织北京文化遗产保护中心经互联网公开呼吁，要求外交部不要在可园开展拆迁项目。经北京文化遗产保护中心呼吁以及其与媒体的合作，引起各方关注，使文煜宅第免遭拆除。

## 建筑
这处宅园共有五座院落，其中帽儿胡同7号占有两座院落，受到的破坏最严重，帽儿胡同9号即“可园”，帽儿胡同11号和13号都是平面狭长的大四合院，相互连通。五座院落分别拥有各自的南北中轴线，布局严谨但又有灵活之处，正中求变。

### 可园（9号院）
可园内有文煜的侄子志和撰写的园记石碑，记载该园建成于清朝咸丰十一年（1861年）。园记称，兴建该园林“但可供游钓，备栖迟，足矣。命之曰‘可’，亦窃比卫大夫‘苟合苟完’之意云尔。”又称该园“拓地十方，筑室百堵，疏泉成沼，垒石为山，凡一花一木之栽培，一亭一榭之位置，皆着意经营，非复寻常。”
可园东西宽约26米，南北长约97米，面积大约4亩，分成前后两进院落，前院的中心是沼池，后院的中心是假山。两院各自独立，东部有长廊连通两院。两院各有一座正房或者正厅位于院内正中央，坐北朝南，并且在西厢各设有一座小厅，和东部的长廊相对。
- 前院：可园东南角为大门，门内有叠石假山作为屏障，山上有一座小而精巧的六角亭。向西穿过山洞，绕过西厅前面，可到达水池上的小石桥。水池很小，平面呈曲折形状，引出两脉水流，一脉水流穿过石桥到西院墙而止，另一脉水流穿过南侧的假山到达六角亭下，和山石相应而得山泉的意境。前院正厅，面阔五间，硬山顶，带有耳房和游廊。[1]
- 后院：自前院正厅东侧穿过长廊，沿一条绿竹掩映的斜径，可到达后院，院内山石与松竹相间。后院正房，面阔五间，硬山顶，带耳房和游廊，前出三间歇山顶抱厦。后院东部的假山上有座轩馆，面阔三间，歇山顶，是全园的制高点。该轩建筑精巧，临山面石，前面有一棵大槐树，坐凳是美人靠。轩下用山石砌有浅壑，有雨水则为池，无雨水则为壑。[1]

可园建筑都是灰色筒瓦，墙面主要是清水砖墙，不刷白粉。厅榭等建筑都是红柱，长廊是绿柱。梁枋上有苏式彩画，但没有满铺，仅仅在枋心包袱、箍头位置装饰。建筑檐下的吊挂楣子都是精美的木雕，主要图案有岁寒三友（松、竹、梅）、荷花、葫芦等等。可园有中轴线与正厢观念，布局疏朗，建筑精巧，山水相映，园内还有多棵松树、国槐、桑树等古树，整体保存较为完好，是北京晚清私家园林的代表作。

### 7号院
可园东南部的游廊折而向东，通往7号院假山上的一座敞轩，敞轩面阔三间，歇山顶。敞轩尚存，假山的山石均已失落，仅余土堆。据7号院的现状及建筑的尺度分析，7号院中的西院应当有前后两进院落，主要为园林，东院应当是四进院落的四合院。
- 东院：东院现已遭很大拆改，仅余一座面阔三间的正房以及后罩房，其他地方全是文化大革命后搭建的简易房。[1]
- 西院：西院保存情况稍好，除上述假山上的敞轩以外，大门及四间倒座房、后面的五间北房保存大致完好。廊子和假山与可园的游廊和假山连接。西院假山北面原来是一座两卷前后共十间的歇山顶大厅，后来被冯国璋家拆除，新建一座二层洋楼，现洋楼尚存，已经被改造，但保留着部分中华民国时期的建筑风格。[1]

### 11号院
11号院是五进四合院。主要建筑有：
- 照壁：大门对面的胡同南侧原来有一座大型照壁，现已无存。
- 大门：大门已被重新整修过，门前设有上马石。
- 第一进院：平面扁长，大门内有一座砖砌影壁。院内南侧的大门旁边有倒座房七间。院内北侧为垂花门，一殿一卷式，雕饰非常精美，垂花门前有一对石狮，但头部已残缺。
- 第二进院：从垂花门进入第二进院，院落平面接近正方形。正房三间，带耳房，还有东西厢房。东西耳房旁边通向第三进院，东侧院墙上有屏门通往东部的可园。
- 第三进院：正房三间，带耳房，还有东西厢房，有游廊环绕连接。
- 第四进院：正房及厢房与第二、三进院相似，但院落的尺度很大，又在第三进院正房北侧接建一卷南房，游廊已多半残毁。
- 第五进院：有后罩房九间。[1]

### 13号院
13号院是五进四合院，布局和11号院相似。主要建筑有：
- 大门：已毁。
- 第一进院：大门两侧有五间倒座房尚存。院北侧的垂花门及两侧的游廊已被拆除，原址兴建了一座锅炉房。
- 第二进院：正房三间，带耳房，还有东西厢房。
- 第三进院：正房五间，带耳房，还有东西厢房。东厢房除了前廊以外，进深不到1米，实为有外檐的假屋，其正中的四扇屏门可通往11号院。
- 第四进院：面积较大，并且扩展向西，两侧并不对称。北面为正房，面阔三间，左右各带两间耳房，东连顺山房三间。西厢现有一榭，前出一卷单间悬山抱厦，和东厢房相对应。院内的游廊保存大致完好，院内还有一株枣树、三株桧柏，都是树龄超过百年的古树。该院原是后花园，内有假山、水池、竹林、树木，西厢房是池上居，假山上还有一座小亭，如今小亭、假山、水池均已无存。北廊偏西是井院，如今水井已无存，仅存两间小房。
- 第五进院：有后罩房十多间。[1]